# Ministerium für Wissenschaft und Technik
Das Ministerium für Wissenschaft und Technik (MWT) war von 1967 bis 1990 ein Organ des Ministerrats der DDR und das Ministerium, dem die Schwerpunktsetzung und Beaufsichtigung naturwissenschaftlich-technischer Forschungs- und Entwicklungsarbeiten in Verbindung mit der Volkswirtschaftsplanung für Akademien, Universitäten, Hochschulen und Forschungs- und Entwicklungseinrichtungen der Ministerien und Betriebe koordinierend oblag. Zielstellung war eine zentral geleitete Forschungsplanung. Hinzu kam die Abstimmung der wissenschaftlich-technischen Zusammenarbeit im Rat für gegenseitige Wirtschaftshilfe (RGW).
Direkt unterstellt waren
- das Zentralinstitut für Information und Dokumentation,
- die Forschungsstelle beim Ministerium und
- das Rechenzentrum des Ministeriums für Wissenschaft und Technik.[1]

„Zeitweilig nachgeordnet waren die Geologische Landesanstalt, das Deutsche Amt für Maß und Gewicht, das Deutsche Amt für Material- und Warenprüfung […], das Büro für Erfindungswesen […] und der Meteorologische Dienst.“
Vorhergehende Institutionen:
- 1949: Deutsche Wirtschaftskommission, Hauptverwaltung Wissenschaft und Technik
- 1949–1950: Ministerium für Planung, Hauptabteilung Wissenschaft und Technik
- 1950–1957: Staatliche Plankommission, Zentralamt für Forschung und Technik
- 1957–1961: Forschungsrat der DDR, Zentrales Amt für Forschung und Technik
- 1961–1967: Staatssekretariat für Forschung und Technik

Aus dem Staatssekretariat für Forschung und Technik wurde zum 13. Juli 1967 das Ministerium für Wissenschaft und Technik (MWT) gebildet.
Nachfolger waren von April bis Oktober 1990 das Ministerium für Forschung und Technologie bzw. das Ministerium für Bildung und Wissenschaft.

## Minister für Wissenschaft und Technik
- Günter Prey (SED, 1967–1974)[3]
- Herbert Weiz (SED, 1974–1989)
- Peter-Klaus Budig (LDPD, 1989–1990)

## Minister für Forschung und Technologie
- Frank Terpe (SPD, April 1990 – August 1990)
- Hans Joachim Meyer (CDU, August 1990 – Oktober 1990)

## Minister für Bildung und Wissenschaft
- Hans Joachim Meyer (CDU, April 1990 – Oktober 1990)